# سیرزار (کلات)
سیرزار، روستایی در۷ کیلومتری دهستان کبودگنبد بخش مرکزی شهرستان کلات استان خراسان رضوی ایران است. مردمان این روستا از بازماندگان سردارسپاه نادرشاه افشار ،کریم خان زند هستند. کریم خان ،که از ایل زند حوالی ملایر بود به همراه طایفه خود برای پیوستن به نادرشاه از استان همدان به کلات نادر امد.و گروهی از طایفه وی در مکان فعلی  ، جهت نگاهبانی از دروازه مرکزی یکه توت بر بلندای کنونی سکنی گزیدند. گویش آنان همانند نیاکان لکی بوده و تاکنون اصالت آن را حفظ نموده اند.
مردمانی سرسخت که به شجاعت و دلاوری معروفند .مهد کشتی چوخه شهرستان کلات در این روستا واقع شده ، و همواره با پرورش قهرمانان و پهلوانان، نام کلات را در  ایران عزیز ، طنین انداز می نمایند.

## جمعیت
بر پایه سرشماری عمومی نفوس و مسکن در سال ۱۳۹۵ جمعیت این روستا ۵۸۷ نفر (در ۱۶۳ خانوار) بوده‌است.